# Riza Durmisi
Riza Durmisi (Ishøj, 8 de enero de 1994) es un futbolista danés que juega de defensa en el Amazonas F. C. del Campeonato Brasileño de Serie B.

## Biografía
Nació en Ishøj, en una familia de ascendencia albanesa. Debutó en el fútbol profesional el 26 de agosto de 2012 con el Brøndby IF de Dinamarca, club en el que militó hasta mayo de 2016, en que fichó con el Real Betis.
En el club andaluz permaneció dos temporadas en las que destacó por un nivel interesante en ataque, pero con algunas carencias en el ámbito defensivo. Durante su segunda temporada, la incorporación al primer equipo del canterano Junior Firpo a mitad de la temporada, provocó que perdiese la titularidad, y su puesto en la selección danesa y de esta manera la posibilidad del acudir al Mundial de Rusia.
En junio de 2018 fue traspasado a la S. S. Lazio por seis millones de euros más otro en bonus.
En diciembre de 2019 el O. G. C. Niza hizo oficial su incorporación en enero en calidad de cedido hasta final de temporada. Una vez esta terminó regresó a un equipo romano que en enero de 2021 lo volvió a ceder, marchándose en esta ocasión a la U. S. Salernitana 1919. Un año después se repitió la misma fórmula; tras la primera parte del curso en Roma, la segunda la completó fuera en calidad de cedido, siendo el Sparta de Róterdam su nuevo destino. Siguió acumulando más préstamos, esta vez regresando a España el 1 de septiembre de 2022 para jugar en el C. D. Leganés. Esta cesión se canceló el 30 de enero y esa temporada la finalizó en el C. D. Tenerife. Tras la misma se desvinculó definitivamente de la S. S. Lazio.
Después de un tiempo sin equipo, el 8 de enero de 2024 fichó por el ŁKS Łódź polaco con un contrato hasta finales de junio. Llegado ese momento quedó libre y a inicios de 2025 se unió al Nea Salamina Famagusta. Medio año después se fue a Brasil para jugar en el Amazonas F. C.

## Selección nacional
Ha sido internacional con todas las selecciones de Dinamarca y debutó con selección absoluta el 8 de junio de 2015, en un partido amistoso contra Montenegro.

## Clubes
| Club                            | País         | Año       |
| ------------------------------- | ------------ | --------- |
| Brøndby IF                      | Dinamarca    | 2013-2016 |
| Real Betis Balompié             | España       | 2016-2018 |
| S. S. Lazio                     | Italia       | 2018-2023 |
| O. G. C. Niza (cedido)          | Francia      | 2020      |
| U. S. Salernitana 1919 (cedido) | Italia       | 2021      |
| Sparta de Róterdam (cedido)     | Países Bajos | 2022      |
| C. D. Leganés (cedido)          | España       | 2022-2023 |
| C. D. Tenerife (cedido)         | España       | 2023      |
| ŁKS Łódź                        | Polonia      | 2024      |
| Nea Salamina Famagusta          | Chipre       | 2025      |
| Amazonas F. C.                  | Brasil       | 2025-     |

## Palmarés

### Títulos nacionales
| Título              | Club        | País   | Año  |
| ------------------- | ----------- | ------ | ---- |
| Copa Italia         | S. S. Lazio | Italia | 2019 |
| Supercopa de Italia | S. S. Lazio | Italia | 2019 |